# Maite Carranza
Maite Carranza Gil-Dolz del Castellar (Barcelona, 25 de febrero de 1958) es una escritora, guionista y profesora de guion española. 

## Biografía
Se licenció en Antropología por la Facultad de Geografía e Historia y fue profesora de lengua y literatura de Enseñanza Media hasta mediados de los años noventa. Durante ese tiempo publicó su primera novela juvenil Ostres tu, quin cacau (¡Toma castaña!) (1986) que fue merecedora del Premio de la Crítica Serra d’Or. Le siguieron los Premios Folch i Torres en 1987 por La Revolta dels lactants (La Rebelión de los lactantes) y el Joaquim Ruyra en 1989 por La nit dels arutams (La Selva de los Arutams). 
Tras cursar el Máster de escritura de guiones de la UAB en 1991, abandonó la enseñanza media y comenzó su carrera como guionista escribiendo para el programa Pinnic de Televisión española en 1992 y para la telenovela Poblenou de la Televisión de Cataluña en 1993. Desde el año 1995 hasta el 2007 compaginó la creación literaria y el guionaje con la docencia universitaria. Fue profesora de escritura de guiones y de escritura creativa en los masters de la UAB, la Universidad de Barcelona, la UIMP de Valencia y la FES de Olot.  
Ha publicado más de una cincuentena de libros entre los cuales destacan clásicos como Mauro ojos brillantes, Frena Cándida, frena! o ¿Quieres ser el novio de mi hermana?, pero fue con la trilogía fantástica de La guerra de las brujas (El clan de la loba, 2005; El desierto de hielo, 2006 y La maldición de Odi, 2007) que se dio a conocer internacionalmente convirtiéndose en una de las autoras españolas más traducida. Con Palabras envenenadas 2010, un thriller sobre los abusos sexuales infantiles merecedor de siete premios y traducido a 12 lenguas, obtuvo el reconocimiento de la crítica. El año 2013 publicó El fruto del baobab, su segunda novela para adultos, sobre el choque de culturas de las mujeres inmigrantes en Europa.      
Alterna en sus libros el humor desenfadado y transgresor con la fantasía y la denuncia social. Su faceta de guionista le permite experimentar con nuevos formatos. Sus últimos libros Caminos de libertad y La película de la vida exploran respectivamente la memoria histórica y la pobreza infantil.
Ha sido merecedora de algunos de los premios más importantes de literatura infantil y juvenil española como el Premio Nacional de Literatura Infantil y Juvenil (2010) y el Premio Cervantes Chico 2014. Ha sido reconocida en cuatro ocasiones con la mención White Raven de la Biblioteca Jugden de Múnich y en Cataluña ha ganado los Premios Folch i Torres 1986, Crítica Serra d'Or 1987 y 2010, Joaquim Ruyra 1989, EDEBÉ 2002 y 2010, Protagonista Jove 2006 y Vaixell de vapor 2016. También le han sido concedidos otros reconocimientos como el Premio Templo de las Mil Puertas, el Premio Políglota, el Premio Fada o el Premio Banco de Libros de Caracas.
Como guionista ha trabajado desde los años noventa para diversas televisiones (TVC, TV1, T5, A3) escribiendo guiones de programas y series como Pinnic, Poblenou, Secrets de Família, Nissaga de Poder, Rosa, El joc de viure, Laura, Homenots, Moncloa, ¿dígame?, Abuela de verano, El cor de la ciutat, Isabel o 39+1 y telefilms como Valeria, Hermanas de sangre, La mujer de hielo, Las hijas de Mohamed y La Atlàntida. Algunos de sus guiones, escritos en colaboración con otros guionistas, han sido merecedores de premios como el Premio Ondas, el Premio TP, el Premio ILC, el Premio Festival de Biarritz, el Premio GAC o más recientemente el Premio Nacional y otros muchos por la serie Isabel.  
Alguna de sus obras han sido adaptadas al teatro como Cleques (Barcelona, 1994) y Sopa de piratas (Buenos Aires, 2007).
En 1999 publicó la novela Sin invierno en la Editorial Planeta que supuso su primera incursión en el campo de la literatura para adultos.
En 2011 ganó del Premio Nacional de Literatura infantil y juvenil  y en 2014 el Premio Cervantes Chico de literatura infantil y juvenil 2014 por su trayectoria.
Fue premiada por la novela Palabras envenenadas con el Premio Fada a la cultura 2015 que reconoce aquellas obras que contribuyen a luchar contra los abusos sexuales infantiles.
Maite Carranza tiene tres hijos y reside en San Feliú de Llobregat.

## Obra

### Obras literarias

#### Infantil y juvenil
- 1986: Ostres, tu, quin cacau!, Editorial La Magrana
- 1987: La insólita campaña, Editorial La Magrana
- 1987: La rebelión de los lactantes, Editorial La Galera, Col. Los Grumetes
- 1988: Las cartas de Quica, Editorial La Galera, Col. La Xalupa
- 1989: El ferry de les GalàxieS, Editorial La Magrana
- 1990: Prohibido llover los sábados, Anaya, Col. El Duende Verde
- 1991-1992: Colección La sorprendente Sefa Ceferina, Timun Mas
  - Sefa gallina
  - Sefa foca
  - Sefa Mona
  - Sefa rata
- 1992: Margarita Metepatas, S.M., Col. Los piratas.
- 1992: Mauro Ojos brillantes, Edebé, Col. El Tucán.
- 1992: La selva de los arutams, S.M., Col. Gran Angular
- 1993: Carolina Cabezahueca, S.M., Col. Los Piratas.
- 1993: Iván el Aventurero, Edebé, Col. El Tucan
- 1994: Frena, Cándida, frena!, S.M., Col. Gran Angular
- 1995: Colección la Pipa de la Paz (El topo Timoteo), S.M.
  - El topo Timoteo y los cabezas de melón
  - El topo Timoteo y Serafín Pocapela
  - El topo Timoteo y Chelo Chándal
  - El topo Timoteo y Pedro Nodisparo
  - El topo Timoteo y Yolanda Yomisma
  - El topo Timoteo y Carla Cieloclaro
  - El topo Timoteo y Mgamba Molido
  - El topo Timoteo y Martín Todapastilla
  - El topo Timoteo y Tito Gafe
  - El topo Timoteo y Quica Quitalatele
  - El topo Timoteo y Susana Noseñor
  - El topo Timoteo Santi Agobios
- 1997: Leonor y la Paloma de la Paz, S.M.
- 2002: ¿Quieres ser el novio de mi hermana?, Edebé
- 2003: Historias divertidas de piratas, Timun Mas
- 2005-2007: Colección La guerra de las brujas, Edebé
  - El clan de la loba
  - El desierto de hielo
  - La Maldición de Odi
- 2009: Magia de una noche de verano, Edebé
- 2010: Palabras Envenenadas, Edebé
- 2011: Víctor y los vampiros, Edebé, Col. Víctor lubacuto
- 2011: Víctor y los romanos, Edebé, Col. Víctor lubacuto
- 2012: Víctor y los duendes, Edebé, Col. Víctor lubacuto
- 2013: Víctor y los neandertales, Edebé, Col. Víctor lubacuto
- 2014: Víctor y las meninas, Edebé, Col. Víctor lubacuto
- 2015: Víctor y los zombis, Edebé, Col. Víctor lubacuto
- 2015: Contra el fantasma del fuego, Estrella Polar, Col. Los siete cavernícolas
- 2015: Contra las pinturas del diablo, Estrella Polar, Col. Los siete cavernícolas
- 2016: Contra los fantasmas del bosque, Estrella Polar, Col. Los siete cavernícolas
- 2016: Contra los monstruos marinos, Estrella Polar, Col. Los siete cavernícolas
- 2016: Víctor y las medusas, Edebé, Col. Víctor lubacuto
- 2016: Calla, Càndida, calla!, Editorial Cruïlla
- 2017: Una bala para el recuerdo. Loqueleo. Santillana.
- 2023: La loba gris. La historia de Deméter. Edebé.

#### Adultos
- 1999: Sin Invierno, Planeta, Colección Autores Iberoamericanos
- 2013: El fruto del Baobab,[5][6][7] Edicions 62

### Obra teatral
- 1994: Cleques (Bofetones) Compañía Los Aquilinos. Jove Teatre Regina. Adaptación del libro Vols una cleca ben donada?
- 2001: On és el Mil.leni? (¿Donde está el Milenio?) Auditori de Barcelona
- 2007: Sopa de piratas – Compañía Mariana Díaz. Buenos Aires. Adaptación del cuento Delicias piratescas

### Guion
- 1992: 2Pinnic – Infantil. TVE
- 1993: Poblenou – Telenovela. TVC
- 1994: Secrets de família – Telenovela. TVC
- 1995: Nissaga de Poder – Telenovela. TVC
- 1995: Rosa, la lluita – Serie. TVC
- 1996: El Joc de viure – Telenovela juvenil. TVC
- 1997: Laura – Serie. TVC
- 1999: Homenots – Miniserie biográfica sobre “Josep Pla”. TVC-TVE
- 2000: Valeria – Dirigido por Silvia Quer – Telefilme. TVC
- 2001: Moncloa, ¿dígame? – Sitcom. Tele 5
- 2003: Hermanas de Sangre – Dirigido por Jesús Garay – Telefilme. TVC-TVE
- 2004: La mujer de hielo – Dirigido por Lidia Zimmerman – Telefilme. TVC
- 2004: Las hijas de Mohamed – Dirigido por Silvia Munt – Telefilme. TVC
- 2004: De moda – Serie. La Forta
- 2005: Abuela de Verano – Serie. TVE
- 2006: La Atlántida – Dirigido por Belén Macías– Telefilme
- 2007: El cor de la ciutat – Telenovela. TVC
- 2009: Salim – Largometraje

## Premios

### Premios literarios
- 1984: Premio de narrativa Vila de Sant Boi por La verdadera vocación de la 205
- 1986: Premio Josep Maria Folch i Torres de narrativa para jóvenes por La rebelión de los lactantes
- 1987: Premio de la crítica Serra d’Or de narrativa juvenil por Ostres, tu, quin cacau! (Toma castaña)
- 1987: White Raven (Mirlo blanco), otorgado por la Biblioteca Jugend de Múnich, por Ostres, tu, quin cacau! (Toma Castaña)
- 1988: White Raven (Mirlo Blanco), otorgado por la Biblioteca Jugend de Múnich, por La insólita campaña
- 1989: Premio Joaquim Ruyra de narrativa juvenil por La selva de los arutams.
- 2002: Premio Edebé de literatura infantil por ¿Quieres ser el novio de mi hermana?
- 2005: White Raven (Mirlo Blanco), otorgado por la Biblioteca Jugend de Múnich, por El Clan de la Loba
- 2006: Premio Protagonista Joven a la mejor novela juvenil por El desierto de hielo
- 2010: Premio Edebé de literatura juvenil por Palabras envenenadas
- 2011: Premio Nacional de Literatura Infantil y Juvenil, otorgado por el Ministerio de Cultura de España[8]
- 2013: Premio Banco del Libro de Caracas por Palabras envenenadas, otorgado por la Biblioteca de Caracas.
- 2014: Premio Cervantes Chico de literatura infantil y juvenil por el conjunto de la obra, otorgado por la ciudad de Alcalá de Henares.[9][10][11][12]
- 2015: Premio FADA por Palabras envenenadas, concedido por la Fundación Vicki Bernadet.[13][14]
- 2018: Premio Joaquim Ruyra de narrativa juvenil.[15]
- 2019 Premio Edebé de literatura infantil y juvenil.[16]

### Premios de guion
- 1993: Premio Ondas Internacional por el programa infantil Pinnic
- 1993: Premio Antena de Oro de Bulgaria por el programa infantil Pinnic
- 1994: Medalla de bronce en el Festival Audiovisual de New York por el programa infantil Pinnic
- 1995: Premio TP por la telenovela Poblenou
- 1998: Premio Nacional Artes Audiovisuales por la telenovela Nissaga de Poder
- 2000: Premio Festival de Biarritz a la mejor interpretación femenina por el telefilme Valeria
- 2001: Top ten de la ficción televisiva por el telefilme Valeria
- 2004: Premio Civis Ard Media Prize (Alemania) por Las hijas de Mohamed
- 2005: Premio GAC de guion de telefilme por Las hijas de Mohamed
- 2012: Premio Ondas a la mejor ficción por la série Isabel[17]
- 2013: Premio Iris a la mejor ficción por la série Isabel
- 2013: Premio Antena de Oro de Televisión a la série Isabel
- 2014: Premio Nacional de televisión por la série Isabel